# Dantona punctifinis
Dantona punctifinis är en fjärilsart som beskrevs av Walker 1857. Dantona punctifinis ingår i släktet Dantona och familjen nattflyn. Inga underarter finns listade i Catalogue of Life.